# Guerre de Dachstein
La guerre de Dachstein fut un conflit entre la ville impériale libre de Strasbourg (autonome vis-à-vis de son prince-évêque depuis la bataille de Hausbergen) et la noblesse strasbourgeoise ainsi que celle des campagnes environnantes.
Le conflit opposa l'évêque de Strasbourg Guillaume II de Diest allié à des nobles alsaciens à la ville de Strasbourg. La relation de la ville avec l'évêque était tendue à la suite d'un conflit de la fin du XIVe siècle, l'évêque fut même retenu par les Strasbourgeois à Dachstein en 1415 (d'où le nom de la guerre) puis dans la cathédrale de Strasbourg (au-dessus de la chapelle Saint-Jean-Baptiste). Une décision du conseil de la ville de Strasbourg du 28 avril 1419 obligeait les nobles patriciens à jurer fidélité. Cette coalition tenta de reprendre par la force la ville de Strasbourg.

Finalement les troupes de la ville l'emportèrent contre l'alliance des nobles.